# Schätze der europäischen Filmkultur
Die Liste Schätze der europäischen Filmkultur der Europäischen Filmakademie (EFA) umfasst Orte, die eine besondere symbolische Bedeutung für die Filmgeschichte Europas aufweisen. Mit der 2015 vorgestellten Initiative will die EFA dazu beitragen, diese Orte für kommende Generationen zu bewahren.
Die Idee zur Schaffung einer solchen Liste kam von Naum Kleiman sowie Erika und Ulrich Gregor. Mit den ersten vier Einträgen vorgestellt wurden die Schätze der europäischen Filmkultur im Jahr 2015. Anlässlich des 35-jährigen Bestehens des Europäischen Filmpreises im Jahr 2022 wurden 22 Orte in die dann 35 Einträge umfassende Liste aufgenommen.
| Bild | Jahr | Bezeichnung                                            | Land/Ort                      | Beschreibung und Anmerkungen |
| ---- | ---- | ------------------------------------------------------ | ----------------------------- | --- |
|      | 2015 | Bergmancenter                                          | Schweden/Fårö                 | Das Bergmancenter ist Museum und Treffpunkt für am Schaffen des Regisseurs Ingmar Bergman (Das siebente Siegel, Wilde Erdbeeren, Szenen einer Ehe u. v. a.) Interessierte. Es befindet sich auf der Insel Fårö, wo er 41 Jahre lang lebte, sieben Filme drehte und 2007 starb. Jedes Jahr im Juni findet die Bergman Week mit Filmvorführungen, Performances und Lesungen statt. |
|      | 2015 | The Eisenstein Centre des Puschkin-Museums             | Russland/Moskau               | Das Eisenstein Centre existiert noch nicht. Die EFA unterstützt den Plan des Museums, den Nachlass Sergei Eisensteins, der, seit Jahrzehnten in der ehemaligen Wohnung seiner Ehefrau Pera Atasheva aufbewahrt, nur wenigen Gästen vorbehalten ist, der Öffentlichkeit zugänglich zu machen. Das Centre soll auch die Veröffentlichung seiner filmtheoretischen Werke vorbereiten, Retrospektiven zeigen und Forschern, Herausgebern, Übersetzern usw. bei der Arbeit helfen.                                                 |
|      | 2015 | Institut Lumière                                       | Frankreich/Lyon               | Das Institut widmet sich in der Villa Lumière, dem als Museum und Archiv genutzten Haus der Filmpioniere Brüder Lumière, einerseits dem Wirken der Namenspatrone Ende des 19. Jahrhunderts, anderseits auch der Film- und Kinogeschichte im Allgemeinen. Daneben betreibt es in einem Neubau unweit der Villa das Programmkino Hangar du Premier-Film Cinéma. |
|      | 2015 | Il mondo di Tonino Guerra (Die Welt des Tonino Guerra) | Italien/Pennabilli            | Im Untergeschoss der Kirche Santa Maria della Misericordia aus dem 14. Jahrhundert eingerichtet, ist Il mondo di Tonino Guerra, so der Name, den der Drehbuchautor (Blow Up, Zabriskie Point, Amarcord u. v. a.), Lyriker und bildende Künstler selbst noch dem Ort gegeben hat, sowohl ein Museum und Archiv seines Schaffens, wie auch Bibliothek und Treffpunkt für Künstler und Kulturschaffende. |
|      | 2015 | Potemkinsche Treppe                                    | Ukraine/Odessa                | Die 1841 fertiggestellte, den Hafen von Odessa mit der Innenstadt verbindende Freitreppe wurde durch Eisensteins Stummfilm Panzerkreuzer Potemkin (1925) einer der bekanntesten Drehorte der Filmgeschichte. Die Aufnahme in die Liste erfolgte während des 6. Odessa International Film Festivals im Juli 2015. |
|      | 2016 | Riesenrad                                              | Österreich/Wien               | Als Schauplatz einer Schlüsselszene in Carol Reeds im Wien der Nachkriegszeit angesiedeltem Film Der dritte Mann (1949) mit Joseph Cotten und Orson Welles in die Filmgeschichte eingegangen. Die Verleihung des Titels am 9. Juni 2016 fiel in das Jubiläumsjahr des Wiener Praters, der 250 Jahre zuvor als Erholungsgebiet für die Öffentlichkeit freigegeben wurde. |
|      | 2016 | Sergei Paradschanow Museum                             | Armenien/Jerewan              | Das 1988 gegründete und 1991 eröffnete Museum ist dem Filmregisseur und bildenden Künstler Sergei Paradschanow (Zwetok na kamne, Die Farbe des Granatapfels) gewidmet. Gezeigt werden rund 1600 Ausstellungsstücke, neben Installationen, Zeichnungen und Kollagen die er geschaffen hat auch Teile seiner Korrespondenz und Gegenstände aus seinem persönlichen Besitz. |
|      | 2016 | Sant Vicenç de Cardona                                 | Spanien/Cardona               | Das im 11. Jahrhundert errichtete ehemalige Kollegiatstift war 1964 einer der Hauptdrehorte für Orson Welles’ Shakespeare-Adaption Falstaff (engl.: Chimes at Midnight). Während rund dreißig Minuten des Films sind Gebäude der Anlage als die Burgen Heinrich IV. bzw. Henry Percys sowie als die Kathedrale, in der Heinrich V. gekrönt wird, zu sehen. |
|      | 2017 | Plaza de España                                        | Spanien/Sevilla               | Aus Anlass der Exposición Ibero-Americana im Jahr 1929 im Stil des Art déco, der Neorenaissance und des Neo-Mudéjar errichtet, diente das Ensemble seither vielfach als Kulisse bei Filmproduktionen, darunter Star Wars: Episode II – Angriff der Klonkrieger und Sacha Baron Cohens Der Diktator. Für David Leans Lawrence von Arabien wurden die Szenen im britischen Kairoer Hauptquartier in Sevilla gedreht. |
|      | 2017 | Hovs Hallar                                            | Schweden/Schonen              | Die raue Landschaft vulkanischen Ursprungs bildete die Kulisse für die Eröffnungsszene von Ingmar Bergmans Filmdrama Das siebente Siegel, in der der Ritter Antonius Block dem Tod, der kommt ihn zu holen, eine Partie Schach vorschlägt. Das heutige Naturreservat wurde in einer gemeinsamen Zeremonie der Akademie mit Film i Skåne am 20. Dezember 2017 in die Liste aufgenommen |
|      | 2019 | Mühle von Andé                                         | Frankreich/Andé               | Filmkulisse für Jules und Jim (1962) von François Truffaut und Der Kampf auf der Insel (1962) von Alain Cavalier; am 14. September 2019 wurde im Beisein der EFA-Vorstandsmitglieder Christophe Leparc und Béatrice Thiriet das Emblem Treasure of European Film Culture angebracht |
|      | 2020 | Wüste von Tabernas                                     | Spanien/Almería               | Seit den 1950er-Jahren wurden Hunderte Filme in dieser Wüste in Andalusien gedreht. Darunter Italowestern der 1960er- und 1970er-Jahre von Sergio Leone, Edward Dmytryk, John Guillermin, Terence Young u. a. wie auch Western von Bud Spencer und Terence Hill. Die Landschaft war Drehort für Lawrence von Arabien, Cleopatra, Conan der Barbar, Indiana Jones und der letzte Kreuzzug, The Sisters Brothers u. a. sowie Serien (Doctor Who, Black Mirror, Game of Thrones).                                                |
|      | 2021 | 007 Elements                                           | Österreich/Sölden             | Die Installation 007 Elements wurde 2018 im Gebäude des Restaurants Ice Q unmittelbar unter dem Gipfel des Gaislachkogels eröffnet. Schwerpunkt ist der James-Bond-Film Spectre, zu dem einige Szenen im Jahr 2015 an diesem Ort gedreht wurden. Daneben werden auch weitere Bond-Filme referenziert. |
|      | 2022 | Café des 2 Moulins                                     | Frankreich/Paris              | Weithin bekannt wurde das Café des 2 Moulins am Montmartre durch Jean-Pierre Jeunets Die fabelhafte Welt der Amélie (2001) als Arbeitsplatz der von Audrey Tautou gespielten Amélie. Der Film wurde zum Publikumserfolg und gewann unter anderem 2001 vier Europäische Filmpreise sowie 2002 vier Césars, darunter den für das beste Szenenbild. |
|      | 2022 | Casa Rossa                                             | Italien/Stromboli             | Während der Dreharbeiten zu Stromboli (1949) wohnten Regisseur Roberto Rossellini und Hauptdarstellerin Ingrid Bergman auf der Insel in der Casa Rossa, einem Haus im charakteristischen Stil der Äolischen Inseln aus den 1920er-Jahren. Bekannt wurde es durch die Berichterstattung über die Liebesgeschichte der Beiden, die dort zum ersten Mal zusammen lebten, in den internationalen Illustrierten. |
|      | 2022 | Centro Buñuel Calanda                                  | Spanien/Calanda               | In Calanda, am 22. Februar 1900 Geburtsort des Filmemachers Luis Buñuel, wurde am 22. Februar 2000 das Centro Buñuel Calanda eröffnet. Die Institution soll einerseits sein Werk bewahren und verbreiten, anderseits ein Ort für kulturelle Aktivitäten und für Bildung und Studien im Bereich Film sein. |
|      | 2022 | Círculo de Bellas Artes                                | Spanien/Madrid                | Das markante Gebäude des 1880 gegründeten Círculo de Bellas Artes (Gesellschaft der Schönen Künste) beherbergt nicht nur eines der ältesten Kinos in Madrid, es ist auch als Drehort für Filme etwa von Pere Portabella, Antonio Drove, Jonás Trueba und Pedro Almodóvar von Bedeutung für den spanischen Film. |
|      | 2022 | Freemasons’ Hall                                       | Vereinigtes Königreich/London | Die im West End von 1927 bis 1933 errichtete Freemasons’ Hall ist das dritte seit 1775 an dieser Stelle als Treffpunkt der Freimaurerlogen der Region London stehende Gebäude. Als Drehort diente sie unter anderem in Per Anhalter durch die Galaxis, Sherlock Holmes, James Bond 007: Spectre, Assassin’s Creed und The Death of Stalin. |
|      | 2022 | Inflancka Wohnkomplex                                  | Polen/Warschau                | Krzysztof Kieślowski zeigt in seinem zehnteiligen Filmzyklus Dekalog (1988–1989) wie Menschen in ihrem Alltag mit ihren Passionen, ihren kleinen und den großen, universellen Problemen umgehen. Als Wohnort der Protagonisten wählte er den Plattenbau-Wohnkomplex Inflancka in Warschau, der in den 1970er-Jahren errichtet wurde. |
|      | 2022 | Kaffibarinn                                            | Island/Reykjavík              | Gegründet 1993 ist Kaffibarinn eine der ältesten Café-Bars in Reykjavík. Kinobesuchern ist sie aus Baltasar Kormákurs Film 101 Reykjavík bekannt. Isländische Filmemacher wandten sich erst in den 1990er-Jahren dem urbanen Leben des Landes zu, wobei 101 Reykjavík eine wesentliche Rolle spielte und in den Folgejahren wiederholt Schauplatz von Filmen und Musikvideos wurde. |
|      | 2022 | La Samaritaine                                         | Frankreich/Paris              | La Samaritaine wurde seit der Gründung 1870 eines der bekanntesten Warenhäuser von Paris. Am Ufer der Seine an der Pont Neuf gelegen ist es immer wieder Schauplatz von Filmszenen, von Julien Duviviers Au Bonheur des Dames 1930 bis zu Leos Carax' Holy Motors 2012. Bertrand Bonellos Nocturama war der letzte vor der Renovierung dort gedrehte Film. |
|      | 2022 | Mežaparks Musikpavillon                                | Lettland/Riga                 | Der große Musikpavillon im Stadtteil Mežaparks von Riga diente als Schauplatz in Juris Podnieks' Homeland (lett. Krustcels) aus dem Jahr 1990, in dem er auch am Beispiel der baltischen Liederfeste die Unabhängigkeitsbestrebungen, die Singende Revolution, in Lettland, Litauen und Estland zeigte. |
|      | 2022 | Notting Hill Bookshop                                  | Vereinigtes Königreich/London | Ein zentraler Schauplatz in Roger Michells romantischer Filmkomödie Notting Hill (1999) ist der Buchladen William Thackers, gespielt von Hugh Grant, an der Portobello Road. Dort trifft er zum ersten Mal den Filmstar Anna Scott, gespielt von Julia Roberts. |
|      | 2022 | Nyugati pályaudvar                                     | Ungarn/Budapest               | Der 1846 in Betrieb genommene Bahnhof im Stadtteil Pest war Schauplatz einer ganzen Reihe von Filmen, darunter István Szabós Ein Hauch von Sonnenschein (1999), Tony Scotts Spy Game (2001), Steven Spielbergs München (2005) und Tomas Alfredsons Dame, König, As, Spion (2011). |
|      | 2022 | Old Royal Naval College                                | Vereinigtes Königreich/London | Das Old Royal Naval College in Greenwich, eines der bedeutendsten Barock-Gebäude Englands, war Drehort zahlreicher Filme, darunter Saul Dibbs Die Herzogin (2008), Tom Hoopers The King’s Speech (2010) und seiner Buch- bzw. Musical-Verfilmung Les Misérables (2012). |
|      | 2022 | Our Lady of the Braes                                  | Schottland/Lochailort         | Die 1872 gebaute Kapelle Our Lady of the Braes in den schottischen Highlands wurde nicht mehr genutzt als sie dem Filmteam bei der Vorbereitung von Local Hero (1983) auffiel. Ein Nachbau wurde für Außenaufnahmen an einem nahen Strand errichtet, die Kapelle selbst für Innenaufnahmen genutzt. 1996 war sie ein Drehort für Lars von Triers Breaking the Waves |
|      | 2022 | Quilter Street                                         | Vereinigtes Königreich/London | Die Quilter Street im Londoner East End mit ihren noch verbliebenen ursprünglich für Arbeiter der umliegenden Fabriken errichteten Häuserzeilen aus dem 19. Jahrhundert ist zentraler Schauplatz in Mike Leighs vielfach ausgezeichnetem Filmdrama Secrets and Lies (1998). |
|      | 2022 | Ribeira                                                | Portugal/Porto                | Ribeira, der am Ufer des Duero gelegene Teil der Altstadt von Porto, seit 1996 UNESCO-Welterbe, war Schauplatz vieler Filme Manoel de Oliveiras, darunter schon früh dem Dokumentarfilm Douro, Faina Fluvial (1931), seinem ersten Spielfilm Aniki Bóbó (1942) und etwa erneut in Porto da Minha Infância (2001). |
|      | 2022 | Strand von Sète                                        | Frankreich/Sète               | Agnès Varda war mit La Pointe Courte (1955), einem richtungsweisenden Werk der Nouvelle Vague, unter den Ersten, die Sète zum Filmschauplatz machten. Für die Autobiografie Les plages d’Agnès kehrte sie 2008 zurück. Die 12 km lange Küste zwischen Mittelmeer und Étang de Thau sowie die Stadt sind seit Jahrzehnten Inspiration für Filmemacher. |
|      | 2022 | Skjoldenæsholm                                         | Dänemark/Seeland              | Schloss Skjoldenæsholm und der umgebende Park dienten als Schauplatz in Filmen sowohl dänischer als auch internationaler Filmemacher. Einer der bekanntesten ist Thomas Vinterbergs Das Fest (1998), der erste nach den Regeln der Gruppe Dogma 95 produzierte Spielfilm. Von 2003 bis 2007 wurde die dänische Serie Krøniken in Skjoldenæsholm gefilmt. |
|      | 2022 | Stradun                                                | Kroatien/Dubrovnik            | Die Altstadt von Dubrovnik mit der Hauptstraße Stradun ist seit 100 Jahren Drehort von Filmen, darunter Lordan Zafranovic' Okupacija u 26 slika (1948), Robert Hosseins Le goût de la violence (1961), Konrad Wolfs Goya (1971), Albert Pyuns Captain America (1990) wie auch Rian Johnsons Star Wars: Die letzten Jedi (2017), Otto Bathursts Robin Hood (2018) und die Serie Game of Thrones (2011–2019). |
|      | 2022 | Studio Babelsberg                                      | Deutschland/Potsdam           | Das 1912 gegründete Studio Babelsberg ist das älteste Großatelier-Filmstudio der Welt. In seiner Geschichte wurde es, beginnend mit Urban Gads Totentanz (1912), Drehort einer langen Reihe von Werken, die in die Filmgeschichte eingingen, dazu zählen Der Golem (1915), Nosferatu (1922), Dr. Mabuse (1922) und Metropolis (1927). In neuerer Zeit wurden dort unter anderem Filme wie Inglourious Basterds (2009), Grand Budapest Hotel (2014), Hunger Games – Mockingjay (2015) und Das Bourne Ultimatum (2017) gedreht. |
|      | 2022 | Schloss Tjolöholm                                      | Schweden/Kungsbacka           | Das an der Wende zum 20. Jahrhundert errichtete Schloss war bereits von 1917 bis 1926 Drehort von Stummfilmen. In jüngerer Zeit filmten dort unter anderem Tomas Alfredson, Joachim Rønning und Björn Runge. Dem internationalen Publikum ist es vor allem aus Lars von Triers bildgewaltigem Endzeitfilm Melancholia (2011) bekannt. |
|      | 2022 | Trevi-Brunnen                                          | Italien/Rom                   | Der 1732–1762 von Nicola Salvi geschaffene Trevi-Brunnen war bereits Drehort zahlloser Filme und Musikvideos, darunter Filmklassiker wie Ein Herz und eine Krone (1953) und Drei Münzen im Brunnen (1954). Kultstatus erlangte er durch Federico Fellinis La dolce vita (1960), in dem die Hauptdarsteller Anita Ekberg und Marcello Mastroianni nachts ein Bad darin nehmen. |
|      | 2022 | Weißer Turm                                            | Griechenland/Thessaloniki     | Der im 15. Jahrhundert errichtete und seit 1883 weiß gestrichene Turm war Drehort von Theo Angelopoulos' Film Landschaft im Nebel (1988), der unter anderem mit dem Silbernen Löwen der Filmfestspiele von Venedig 1988 und beim Europäischen Filmpreis 1989 als Bester Film ausgezeichnet wurde. |